# Teozófia
A teozófia misztikus vallásfilozófiai rendszer; a szó tág értelmében Isten misztikus ismerete. Szigorúan véve nem doktrína, hanem filozófiai és vallási attitűd, és a spirituális kutatás sajátos formája, ami etimológiailag „Isten bölcsességét” jelenti. A kifejezésnek két különböző jelentése van. Az első olyan ezoterikus tanok halmazára vonatkozik, amelyek túllépték az ókort és Nyugaton folytatódtak, nevezetesen a Jakob Böhme által képviselt német keresztény teozófián keresztül. A második a „modern teozófiát” jelöli; a Teozófiai Társulat tanítására utal.
Mint modern tanítás Helena Blavatsky (Petrovna Blavatszkaja) műveiben körvonalazódott. Alapelveit tekintve ez okkult irányzat, amely a „titkos tudás” létét feltételezi. A teozófia úgy tartja, hogy ez a bölcsesség végtelen, ezért kimeríthetetlen, így az ember számára közvetlenül nem hozzáférhető, de az eksztázis állapotában a spirituális tudat képes felfogni. A Teozófiai Társulat által hirdetett teozófia annyiban különbözik a korábbiaktól, hogy ebben a buddhizmussal kevert hinduizmus a domináns. Bár a Teozófiai Társulat mint civilszervezet működik, amelynek funkciója, hogy kutatások révén közelítsen a „titkos tudás” megismeréséhez, számos tekintetben vallásos rítusokat hordoz, és általában okkult filozófiaként, több okkult irányzat keverékeként határozzák meg.

## A szó eredete és korábbi értelmezései

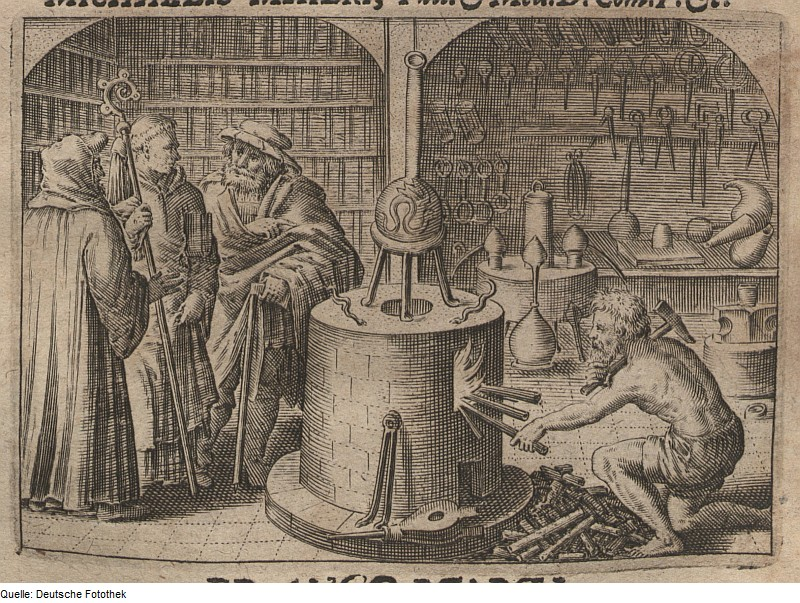
Teozófusok és alkímisták

A teozófia a filozófia és az összehasonlító vallástudomány körébe tartozó kifejezés, két görög szó összetételéből áll: theos=isten, sophia=bölcsesség. Szó szerinti fordításban isteni bölcsesség. A Teozófiai Társulat álláspontja szerint ugyanazt a jelentést takarja, mint Nyugaton a philosophia perennis (latin – örök filozófia), vagy Keleten a Brahma Vidya (szanszkrit – isteni bölcsesség).
A modern teozófusok nagy jelentőséget tulajdonítanak annak, hogy a szó történelmileg hosszú ideje használatban van (a szó először valószínűleg a neoplatonizmusban jelenik meg), de azt ritkán említik, hogy a szó jelentése meglehetősen változékony volt már abban az időben is, és a későbbi szerzők is különböző módon értelmezték.
Porphüriosznál a teozófus olyan személy, akiben a filozófus, a művész és a pap mint idea egyesül; Iamblikhosznál mint isteni múzsa; Proklosznál mint tanítás; Alexandriai Szent Kelemennél olyan valami, amelyet isteni erő mozgat. 
A középkor végére a teozófia egyszerűen csak teológiát jelentett, egy másik név volt a szent iratok szerzőire.
A 16.–19. század Németországában a teozófia népszerű volt különösen Jakob Böhme és Paracelsus hatására. Bár ez az irányzat megegyezett a modern teozófiával a gnózis (mint az átalakulás és a megigazulás útja) elismerésével, de szemben annak hindu és buddhista elemeivel, a német változatban a zsidó-keresztény hatás érvényesült. Mindamellett, a kettő közötti hasonlatosságok elegendőek voltak ahhoz, hogy Blavatsky számos alkalommal hivatkozzon Böhmére.
A mai értelemben teozófia az az okkultista irányzat, amelyet Blavatsky és követői alapoztak meg, és amelyet a Teozófiai Társulat magáénak vall.

## Történet
A „teozófia” kifejezés kb. a 2. század óta ismert, amikor a újplatonisták elkezdték használni; Ammóniosz Szakkasz és tanítványai, akik olyan filozófiai rendszert hoztak létre, amelynek fő célja az összes vallás összeegyeztetése volt, jóváhagyva egyetlen egyetemes elvet és az örök igazságokon alapuló közös etikai rendszert.
Teozófiai vonások felfedezhetők Eckhart mester, Paracelsus, Jakob Böhme, Emanuel Swedenborg, Saint-Germain tanításaiban, továbbá a zsidó kabbalában és az orosz vallásfilozófiában is.

### Modern kor

A Teozófiai Társulat pecsétje az uroborosszal, Dávid-csillaggal, szvasztikával, az ankh kereszttel és az aum szimbólumával

A 20 éves Helena Blavatsky éppen az 1851-es nagy londoni világkiállításon tartózkodott, amikor olyasvalakivel találkozott, akivel korábban csak gyermekkori látomásaiban: Mahatma Morjával, aki egy rádzsput spirituális beavatott volt. Ő felvázolta Blavatskynak, hogy milyen munkát kell végeznie a spirituális erők nevében. A következő 22 évben Blavatsky bejárta a világot tanítójával, és különböző tanításokban részesült. 1868-ban találkozott Kuthumi tibeti tanítóval a Himalájában, aki Morja mellett a másik fő tanítója lett. 
1871-ben a tanítók úgy gondolták, Blavatsky készen áll arra, hogy átadja a keleti tanításokat, avagy a teozófiát a Nyugatnak. 1875-ben hivatalosan is megalakult Amerikában a Teozófiai Társulat amelyet Henry Steel Olcott ezredes indított nyilvánosan útjára köszöntő beszédében. 
1877-ben New Yorkban megjelent Blavatsky első fő műve, a Leleplezett Ízisz; először ezer példányt nyomtak belőle, ami 10 nap alatt elfogyott. Az okkult körökben óriási hatása volt és sok új hívet szerzett a teozófia számára. 
A következő évben Blavatsky megkapta az amerikai állampolgárságot, és Olcott ezredessel az indiai Bombaybe utazott, hogy ott új teozófiai központot alapítson. 
1880-ban mind Blavatsky, mind Olcott elfogadták a pancsa sílát, az öt erkölcsi szabályt, és buddhisták lettek. Ezt sokan a nyugati spirituális hagyomány elutasításának tekintették. 
Blavatsky 1891-ben bekövetkezett halála után a Teozófiai Társulat irányítását az okkultisták újabb nemzedéke vette át, az élükön Annie Besanttal és Charles W. Leadbeaterrel, akik ugyancsak járatosak voltak a keleti tanokban és szembementek a kereszténységgel.
Amikor Blavatsky-t 1891-ben örök nyugalomra helyezték, egy Rudolf Steiner nevű osztrák fiatalember éppen megkapta a doktori fokozatát. Később Steiner kapcsolatba került a teozófiával és Annie Besant kinevezte a Német Teozófiai Társulat főtitkárává.
Annie Besant vezetése alatt a teozófia határozottan a vallás felé fordult. Egy indiai fiatalban, Krisnamúrtiban találta meg az új Messiást (vagy Mestert) és létrehozták a Csillag Rendjét, hogy ne csak a Társulat tagjai, hanem bárki csatlakozhasson a fiatal mester követőihez. Besant Krisnamúrtit Isten megtestesülésének tekintette. Krishnamurtit keleten mint Buddha megtestesülését, Európában pedig mint Jézus második eljövetelét tisztelték, ami szakadáshoz vezetett a Társulatban.
Steiner nem tudta elfogadni Krisnamúrti istenségének elképzelését, és amikor visszautasította Keresztelő János reinkarnációjának szerepét is (hogy ő maga legyen az), Besant kizárta őt és a egész német ágat a Teozófiai Társulatból.  Steiner ezután megvetette az antropozófiai mozgalom alapjait.
1929-ben egy sor spirituális élmény hatására Krisnamúrti visszadobta a krisztusi istenség szerepét, és úgy határozott, hogy pártatlan utat fog követni.  Feloszlatta a Csillag Rendet is, bár nyíltan soha nem mondta ki, hogy nem ő a Mester. A lépésre válaszul a Teozófiai Társulat megszakított vele minden kapcsolatot (ám eközben tagjai egy részét is elvesztette, mert azok szimpatizáltak a Krisnamurtival). A Teozófiai Társulatban zűrzavar tört ki, amin később sem tudtak teljesen úrrá lenni.
Viszonylag csekély taglétszáma ellenére a Teozófiai Társulat nagyon befolyásos volt. Úttörő szerepet játszott a keleti gondolkodás nyugati népszerűsítésében, és több mint száz ezoterikus vallási mozgalom létrehozását is inspirálta, köztük az Alice Bailey-mozgalmat (Arcane School), az Én Vagyok-mozgalmat (I Am movement vagy "I AM" Activity), az Egyetemes és Diadalmas Egyházat (Church Universal and Triumphant) és a Liberális Katolikus Egyházat  (Liberal Catholic Church).

## A modern teozófiai mozgalom alapelvei
A Teozófiai Társulatot 1875-ben hozták létre New Yorkban, azonban elvei jelentős változáson mentek keresztül a Társulat Indiába költözésével. Alapítója H. P. Blavatsky, első elnöke pedig Henry Steel Olcott volt.
A Teozófiai Társulat működésének célját jelenleg három alapelvben jelöli meg (az indiai működés kezdetéig a Társulat csak az itt harmadikként jelölt célt nevezte meg):
1. az emberiség egyetemes testvérisége magjának létrehozása;
2. az összehasonlító vallástan, a filozófia és a tudomány ösztönzése;
3. a természet megmagyarázatlan törvényeinek és az ember pszichikus képességeinek vizsgálata.

E célokat a teozófikus irányzat nem a szavak szokásosan használt értelmében, hanem sajátosan értelmezi:
- Az első alapelv célja már Blavatskynál és még határozottabban Annie Besantnál az, hogy az emberiség felkészülve várja a megváltó vagy mester megérkezését.[15]
- A második alapelv azt jelenti, hogy a vallások és a vallási filozófiák összehasonlítása alapján a teozófusok közel kerüljenek a dolgok mögött meghúzódó Igazsághoz, valamint a belső elmélyedés révén ezt az igazságot átéljék. A tudományokat a teozófusok mint spirituális tudományt értelmezik.
- A harmadik alapelv a spiritualizmus jelenségeinek vizsgálata.[16]

Bár a teozófia nem tekinti magát vallásnak, mert nincsen semmilyen hitvallása, papsága, előírt szertartásai, szent könyvei, szent helyei, minden egyéb tekintetben kimeríti a vallás ismérveit. A teozófia szerint a vallásokban a közös igazság sugárzik át, és ez az igazság isteni. A hangsúlyt a spirituális átélésre helyezi a tudatosság helyett és a testtől elválasztott lélek halhatatlanságát hirdeti (reinkarnáció). Emellett Blavatsky idejében a Mahatmák képeit tisztelték.
A teozófiának ma is vannak olyan alapvetései, amelyeket a Társulat vitathatatlannak tekint:
1. A világ történései egy transzcendens erő, törvény, szellem vagy lény tevékenységének eredményei. Ezt a Logosz elnevezéssel foglalják össze, ami megfelel János evangéliumának kezdetével: "Kezdetben vala a Logosz (ige)".
2. Az emberek részesednek ebből a szellemből és ez folyamatosan tökéletesedik, azaz miközben az ember teste meghal, lelke örök életű.
3. E tökéletesedés folyamata a reinkarnáció, amelyben a szellem keresztülviszi akaratát.
4. Az emberek cselekedeteinek eredménye hol egybeesik, hol különbözik a szellem akaratától, amelyért jutalom vagy büntetés jár. Ez a karma.[17]

Bár elvileg a Teozófiai Társulatnak nincsenek dogmái, Blavatsky kísérletet tett arra, hogy egy kétszintű szervezetet hozzon létre, amelyben a magasabb szint, "ezoterikus szekció" tagjainak nyilatkozatot kellett aláírniuk, hogy elismerik a Tanítás igazságát, a Mahatmák létezését és kijelentésük helyességét, valamint azt, hogy Blavatsky a Titkos Tan birtokában volt és hogy a Teozófiai Társulat a Nagy Testvériség védelme alatt áll. Emellett a teozófusok Blavatsky munkáit és azok tartalmát olyan igazságoknak tekintik, amelyek először ismertették meg az emberiséggel a Titkot.

## A modern teozófia fő tanításai
A Teozófiai Társulat korai időszakában, amelyet Blavatsky a Leleplezett Ízisz című könyve foglalt össze, az európai felvilágosodást támadta és alapvetően a középkori és romantikus gnosztikusokra támaszkodott. William Emmette Coleman 1895-ben kiadott művében bizonyította, hogy a könyv alapvetően 100 könyv plagizálásából keletkezett. A teozófusok ezt vitatják, ám Bruce F. Campbell 1980-ban megerősítette a plágium létét.
A Társulat Indiába költözésével a teozófia kifejezésmódja egyre inkább a keleti terminológiák felé fordult. A fordulatra a lehetőséget az adta meg, hogy a 18. század végétől kezdve egyre több indiai szöveget fordítottak le európai nyelvekre (Charles Wilkins, Max Müller, Rommohun Roy, Kőrösi Csoma Sándor), valamint megjelent Henry Alabaster könyve, amely az európaiak számára könnyen érhető terminológiával írta le a buddhizmus alapelveit.
Ennek ellenére a kelet felé fordulás csak részleges volt. Bár Blavatsky azt állította, hogy A titkos tanítást a világ legrégibb könyve – Dzyan könyve – alapján írta, amelyet egy tibeti kolostorban őriztek, az európaiak ezért nem ismerték és csak neki mutatták meg, mai ismereteink szerint Blavatsky könyve nagy képzelőtehetséggel megírt anyag, amely a különféle okkult források plágiumából keletkezett. Akárcsak a Leleplezett Ízisz, A titkos tanítás lényegében az európai teozófia okkult koncepcióját írta át keleti terminológiával, néha figyelmen kívül hagyva a hinduizmus és buddhizmus (melyekre alapozta az átírást) jelentős elemeit. Denis Saurat szerint semmi új nincs benne, de a meglévő anyagokat művészi erővel írta át.
A titkos tanítás úgy tekinthető, mint a modern teozófia tanításainak összefoglalása. Ennek alcíme, A tudomány, a vallás és a filozófia szintézise pontosan kifejezi a teozófia egyik fő törekvését: a tudás e három területe ezoterikus szintézisének létrehozását. Blavatsky azt állította, hogy mindhárom területnek van egy látható és egy láthatatlan tudás-tartalma és a teozófia célja pedig az, hogy feltárja ezt a láthatatlan, ezoterikus (okkult és misztikus) tudást, mert enélkül tudásunk tökéletlen. Blavatsky így a tudomány, a vallás és a filozófia átértelmezését kívánta elérni, ilyen módon a teozófia világnézetét létrehozni és ezzel a teozófia legitimációját megteremteni.
A vallás átértékelésére a teozófia azért vállalkozott, mert úgy vélte, hogy a dogmák elfordítják az embereket a vallástól és így a materializmust segítik. Blavatsky később a teozófiát mint "tudás-vallást" határozta meg és ezt a tudást az egyén önmagában találhatja meg, ha ezt az életmódot követi és sikerül kapcsolatba lépnie a teljesebb spirituális lényekkel. Innen ered a "Mesterek" (Mahatmák) nagy jelentősége a teozófiában és ez magyarázza, hogy Blavatszkij miért talált ki (szándékosan vagy szándéktalanul) Mahatmákat, amelyek az ő tanításait, a Társulat működését és vezetőinek kiválasztását voltak hivatva legitimmé tenni. A vallások teozofikus szintézise, véli a teozófia, lehetővé teszi, hogy a különböző vallások által részlegesen feltárt titkot teljessé tegye.
A filozófiák közül a teozófia kizárólag azokat tekinti hasznosnak, amelyek tartalmazzák az okkultot, különösen a reinkarnációt és a karmát és ezeket is csak akkor, ha keresztülmentek a teozófia szűrőjén. Emellett Blavatsky kísérletet tett arra, hogy egyéb filozófiákat is átértelmezzen és kiszedjen belőlük olyan részeket, amelyeket a teozófia használni tudott, beleértve Spinozát, Kantot és Hegel objektív idealizmusát. Ez részben arra szolgált, hogy ilyen módon emelje a teozófia státusát.
A tudományt a teozófia mint ezoterikus tudományt értelmezi és elveti a modern tudományokat és a tudományos módszert, mint az ősi tudás elkorcsosulását. Ezekkel szemben a spekulatív gondolkodást, az okkult, érzékelésen túli tapasztalatokat és a hallucinációkat (például kábítószer hatása alatt) tekinti a tudományos tudás forrásának. Blavatsky ezen kívül megemlítette a Védákat, amelyek helyes értelmezés alapján, szintén feltárják a "titkot". Ilyen módon az "igazság" a teozófia szerint túl van az érzékelésen és az értelmen.

## A teozófia hatása
A 20. század első évtizedekben a teozófia jelentős hatást gyakorolt azokra az elsősorban felső osztályi rétegekre, akik számára a kereszténység hagyományos formái túlságosan korlátozottak voltak, ám ugyanakkor nemtetszéssel fogadták a kor materialista világnézetét.
Olyan ismert emberek kapcsolódtak hosszabb-rövidebb ideig a teozófiai mozgalomhoz, mint :
- Mahátma Gandhi;
- Albert Einstein;
- Thomas Alva Edison;
- Dzsiddu Krisnamúrti;
- William Butler Yeats;
- Vaszilij Kandinszkij;
- Alekszandr Szkrjabin;
- James Joyce;
- T. S. Eliot;
- Henry Miller,
- Sir Arthur Conan Doyle;
- Camille Flammarion;
- Rudolf Steiner;
- Zipernowsky Károly.

Emellett a teozófiai elvek egy részét a későbbi New Age mozgalom ideológiája is átvette.

## Mai magyar teozófiai szervezetek
- Magyar Teozófiai Társulat